# Тагак, Таня
Таня Тагак-Гиллис (англ. Tanya Tagaq Gillis; род. 5 мая 1975, Кеймбридж-Бей, Нунавут, Канада), выступающая под именем Таня Тагак (англ. Tanya Tagaq) — канадская певица, исполнительница инуитского горлового пения (инуитское горловое пение).

## Биография
Таня Тагак-Гиллис родилась 5 мая 1975 года в селении Кеймбридж-Бей, расположенном на южном побережье острова Виктория канадской территории Нунавут. В 15 лет после окончания местной школы переехала в Йеллоунайф, где она впервые попробовала свои силы в горловом пении. Во время обучения в колледже Таня Тагак создала свой собственный стиль горлового пения: она поёт соло, в то время как традиционно предполагается совместное исполнение двумя женщинами в дуэте.
Тагак стала популярным исполнителем канадских фолк-фестивалей. 
Широко известна стала после сотрудничества с исландской певицей Бьорк и записи с ней одной из песен альбома «Medúlla». Выступала также с американским оркестром «Кронос-квартет».
В 2005 году её компакт-диск «Sinaa» был номинирован на пять наград премии «Canadian Aboriginal Music Awards». В 2006 году «Sinaa» был выдвинут на премию «Juno Awards» в номинации «Лучшая аборигенская запись».

## См. также

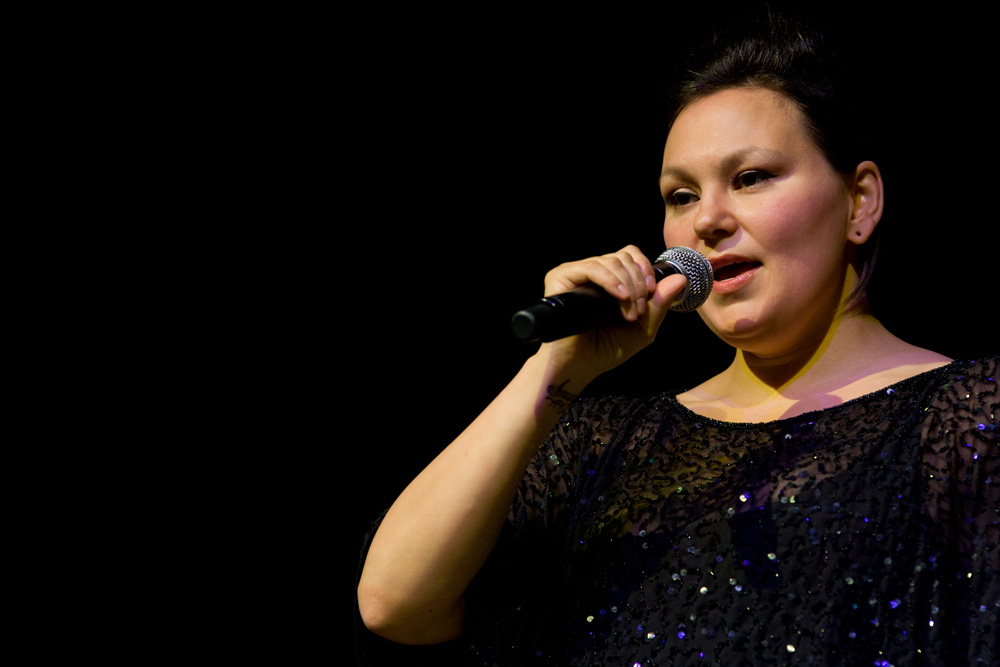
Таня Тагак на фестивале в Мёрсе, 2012 год